# Sendangguwo
Sendangguwo is een bestuurslaag in het regentschap Semarang van de provincie Midden-Java, Indonesië. Sendangguwo telt 19.175 inwoners (volkstelling 2010).